# ناحیه تراشیگانگ
ناحیه تراشیگانگ (به لاتین: Trashigang District) یکی از استان‌های بیست‌گانه بوتان (کشور) است که در شرق این کشور واقع شده‌است. ناحیه تراشیگانگ ۳٬۰۶۶ کیلومتر مربع مساحت و ۴۵٬۵۱۸ نفر جمعیت دارد.